# Maulbrüter

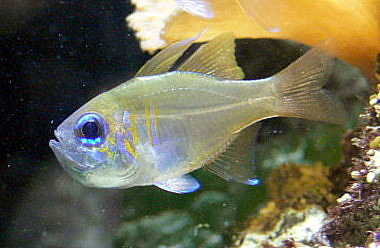
Maulbrütendes Männchen des Fadenflossen-Kardinalbarsch. Gut zu erkennen der stark ausgewölbte Kehlsack

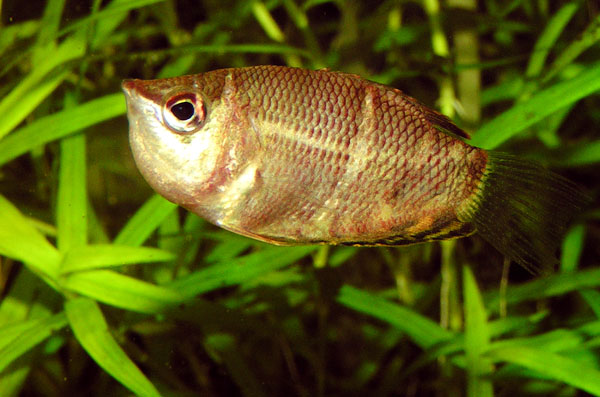
Maulbrütender Schokoladengurami

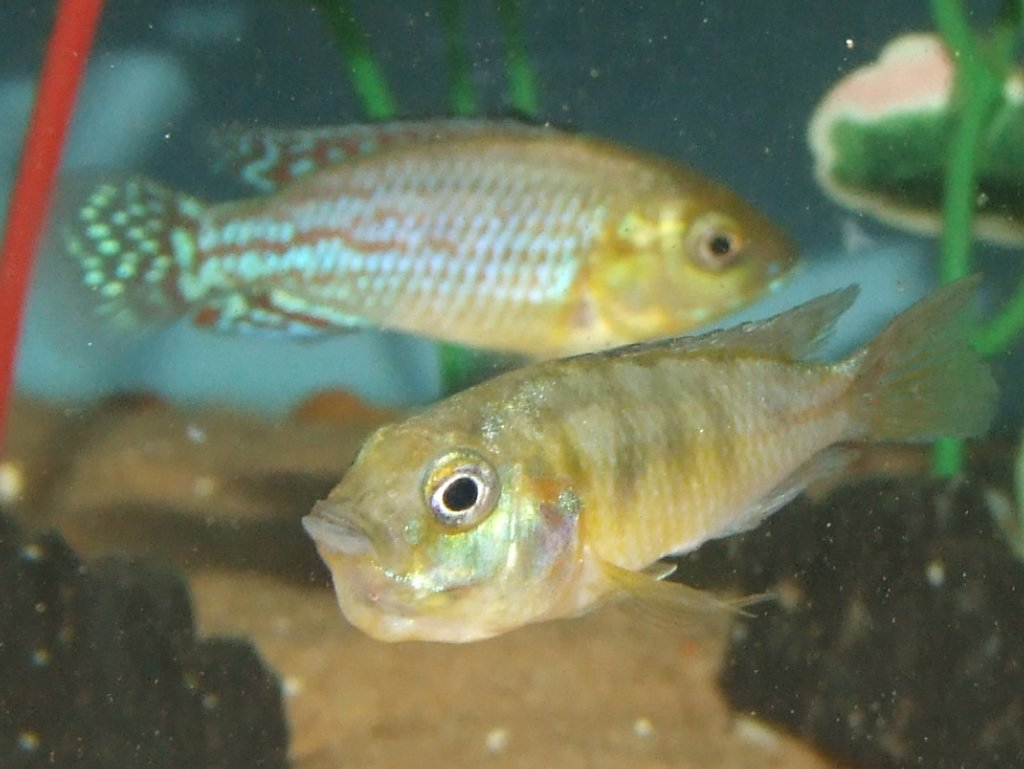
Maulbrütendes Weibchen von Pseudocrenilabrus nicholsi (Vordergrund)

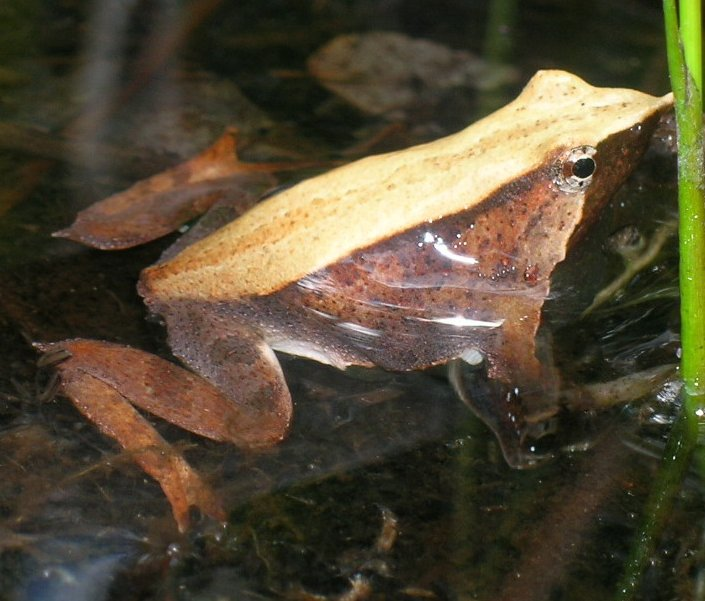
Darwin-Nasenfrosch (Rhinoderma darwinii)

Als Maulbrüter bezeichnet man Fische oder Amphibien, die zum Schutz vor Feinden die befruchteten Eier oder die geschlüpften Jungtiere in ihr Maul nehmen. Man unterscheidet ovophile („Eier liebende“) und larvophile („Larven liebende“) Maulbrüter. Bei maternaler Maulbrutpflege nimmt das Weibchen, bei paternaler das Männchen die Brut im Maul auf. Bei biparentaler Maulbrutpflege beteiligen sich beide Elterntiere. Bei maulbrütenden Fischen findet eine externe Befruchtung statt.

## Brutaufwand
Das Maulbrüten hat den Vorteil, dass im Bedrohungsfall ein rascher Ortswechsel mit dem Gelege möglich ist, eine Möglichkeit, die Substratlaicher nicht haben. Nachteil ist das aus Platzgründen kleinere Gelege. Die Reduzierung der Eizahl bedeutet aber eine Energieersparnis, besonders für die Fischweibchen.
Das Maulbrüten selbst erfordert jedoch oft Verzicht, manche Arten nehmen während dieser Zeit keine Nahrung auf (wie Banggai-Kardinalbarsch), vielleicht auch, um ihre Brut nicht zu verschlingen. Beim Tanganjika-Beulenkopf wurde die Magenfüllung untersucht. Maulbrütende Weibchen wiesen nur eine 19–28 Prozent Füllung des Magens auf gegenüber nicht mit Maulbrüten beschäftigten Weibchen. Kannibalismus wurde beobachtet bei dem japanischen Kardinalbarsch Ostorhinchus doederleini, ein ovophiler paternaler Maulbrüter, der während dieser Zeit in der Regel kein Futter aufnimmt und bei dem Vielfarbigen Maulbrüter (Pseudocrenilabrus multicolor), einem ovophilen maternalen Buntbarsch; in letzterem Fall werden vorzugsweise unbefruchtete Eier gefressen. Brütende Vielfarbige Maulbrüter müssen 15,7 % mehr Energie aufwenden als nichtbrütende. Brütende Weibchen der Unterart Pseudocrenilabrus multicolor victoriae verbringen in sauerstoffarmem Wasser mehr Zeit an der sauerstoffreicheren Oberfläche, als nicht brütende.
Bei einigen Arten nimmt der Maulbrüter nur Nahrung auf, um seine Larven zu nähren, wie bei Tropheus moorii.

## Fische
Maulbrütende Fische kommen in folgenden Taxa vor:
- Kardinalbarsche (Apogonidae): alle paternale Maulbrüter.
- Kreuzwelse (Ariidae): ganz überwiegend paternale Maulbrüter.
- Claroteidae: nur eine Art biparental maulbrütend (Phyllonemus filinemus).[7]
- Schlangenkopffische (Channidae)
- Buntbarsche (Cichlidae): zahlreiche Beispiele für Maulbrüter finden sich unter den Buntbarschen, vor allem bei den in den Afrikanischen Großen Seen (z. B. Malawisee, Tanganjikasee) vorkommenden Arten, meist maternal (aber Sarotherodon melanotheron paternal)[8], einige biparental.
- Messeraale (Gymnotidae): nur eine paternal maulbrütende Art bekannt (Gebänderter Messeraal (Gymnotus carapo)) aber Fortpflanzung insgesamt wenig bekannt.[9]
- Kieferfische (Opistognathidae): ganz überwiegend paternale Maulbrüter.
- Osphronemidae: einige Arten üben paternales Maulbrüten aus.
- Knochenzüngler (Osteoglossidae): ganz überwiegend paternale Maulbrüter.
- Mirakelbarsche (Plesiopidae): paternales Maulbrüten bei der Gattung Assessor.

Im Meer ist das Maulbrüten als Form der Brutpflege wesentlich weniger verbreitet als bei Süßwasserfischen. Die meisten marinen Maulbrüter sind ovophil und kümmern sich nicht mehr um die ausgeschlüpften Jungfische. Eine Ausnahme ist der Banggai-Kardinalbarsch (Pterapogon kauderni), bei dem das Männchen die Embryonen noch 6 Tage nach dem Eischlupf im Maul trägt.

## Amphibien
Auch unter den Amphibien gibt es einen Maulbrüter: Beim chilenischen Darwin-Nasenfrosch (Rhinoderma darwinii) werden die Eier zunächst an Land gelegt und vom Männchen bewacht. Die schlüpfenden Kaulquappen werden dann vom Männchen in seinen Kehlsack aufgenommen, um dort die Entwicklung zu vollenden.

## Evolution
Das Maulbrüten entwickelte sich, ausgehend von Verstecklaichern, mehrmals parallel. Allein bei Buntbarschen wird angenommen, dass sich diese Brutpflege 10 bis 14 mal entwickelte, allerdings wird der mögliche phylogenetische Baum kontrovers diskutiert. DNA-Analysen zeigen, dass die Verhaltensänderungen in evolutionär sehr kurzen Zeiträumen erfolgten.

## Parasitismus
Kuckucks-Fiederbartwelse aus dem ostafrikanischen Tanganjikasee betreiben Brutparasitismus und schmuggeln ihre Eier laichenden Buntbarschen unter. Der Buntbarsch behandelt die Welseier anschließend wie seine eigenen und bewacht auch die Jungen. Da die Kuckucks-Fiederbartwelse eher schlüpfen, nehmen sie die Gelegenheit wahr, die Eier ihres Wirtes in dessen Maul zu fressen, bevor sie das Maul verlassen.